# Maciste e la figlia del re dell'argento
Maciste e la figlia del re dell'argento è un film del 1922, diretto da Luigi Romano Borgnetto.
Il film, essendo di produzione anche tedesca, uscì in Germania con il titolo Maciste und die Tochter des Silberkönigs.

## Trama
Questa volta Maciste si trova coinvolto in un'incredibile avventura con la bellissima figlia del nobile sovrano della Plata, custode di ricche miniere d'argento. Dopo aver affrontato temibili cattivi e una serie di peripezie, i due si sposeranno.